# Magadi
Magadi é um cidade no distrito de Ramanagara, no estado indiano de Karnataka. Está localizada a 1° 58' 12" N 77° 13' 48" E. Tem uma altitude média de 925 metros.
Segundo o censo de 2001, Magadi tinha uma população de 25 000 habitantes. Os indivíduos do sexo masculino constituem 51% da população e os do sexo feminino 49%. Magadi tem uma taxa de literacia de 67%, superior à média nacional de 59,5%: a literacia no sexo masculino é de 73% e no sexo feminino é de 60%. Em Magadi, 12% da população está abaixo dos 6 anos de idade.